# Kräne an der Bremer Schlachte

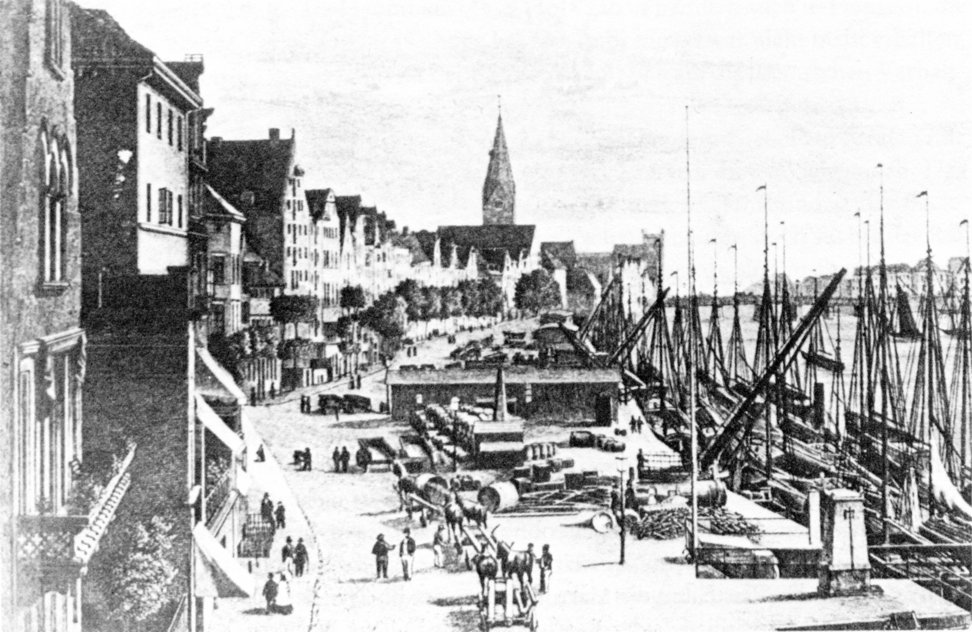
Die Schlachte im 19. Jahrhundert mit drei eisernen Drehkränen. (Lithographie von Robert Hüser, 1862)

Die Kräne an der Bremer Schlachte waren Hebezeuge in verschiedenen Konstruktionsformen (Wuppen, Hafenkräne), die an der Kaje der Schlachte, dem an der Weser liegenden Hafen der Hansestadt Bremen in vorindustrieller Zeit, dem Warenumschlag dienten.

## Uferkaje
Die Verwendung von Kränen im Hafenbetrieb setzt immer voraus, dass eine steilwandige Kajenanlage vorhanden ist, an deren Kante diese Hebezeuge den Umschlag von schweren Gütern zwischen Ufer und vertäutem Schiff bewerkstelligen. Spätestens seit der zweiten Hälfte des 15. Jahrhunderts, vermutlich aber schon weit früher, verfügte Bremen an der Weser mit dem Binnenhafen Schlachte über eine solche Anlage, die zunächst aus Sand aufgeschüttet und mit Pfählen, Flechtwerk und Planken befestigt, um 1580 aus Stein erneuert wurde. Vielfach verändert und verbessert, blieb die steile Kaimauer bis in die jüngste Zeit erhalten. Erst nach dem Zweiten Weltkrieg erhielt sie durch eine Vorschüttung einen unhistorischen Abstand vom Fluss, doch wird die Mauer dem Spaziergänger auf der vorgelegten und seit ihrer Ende des 20./Anfang des 21. Jahrhunderts erfolgten Umgestaltung zur Flanierzone noch einmal verbreiterten Uferpromenade nah vor Augen gerückt.

## Wuppen

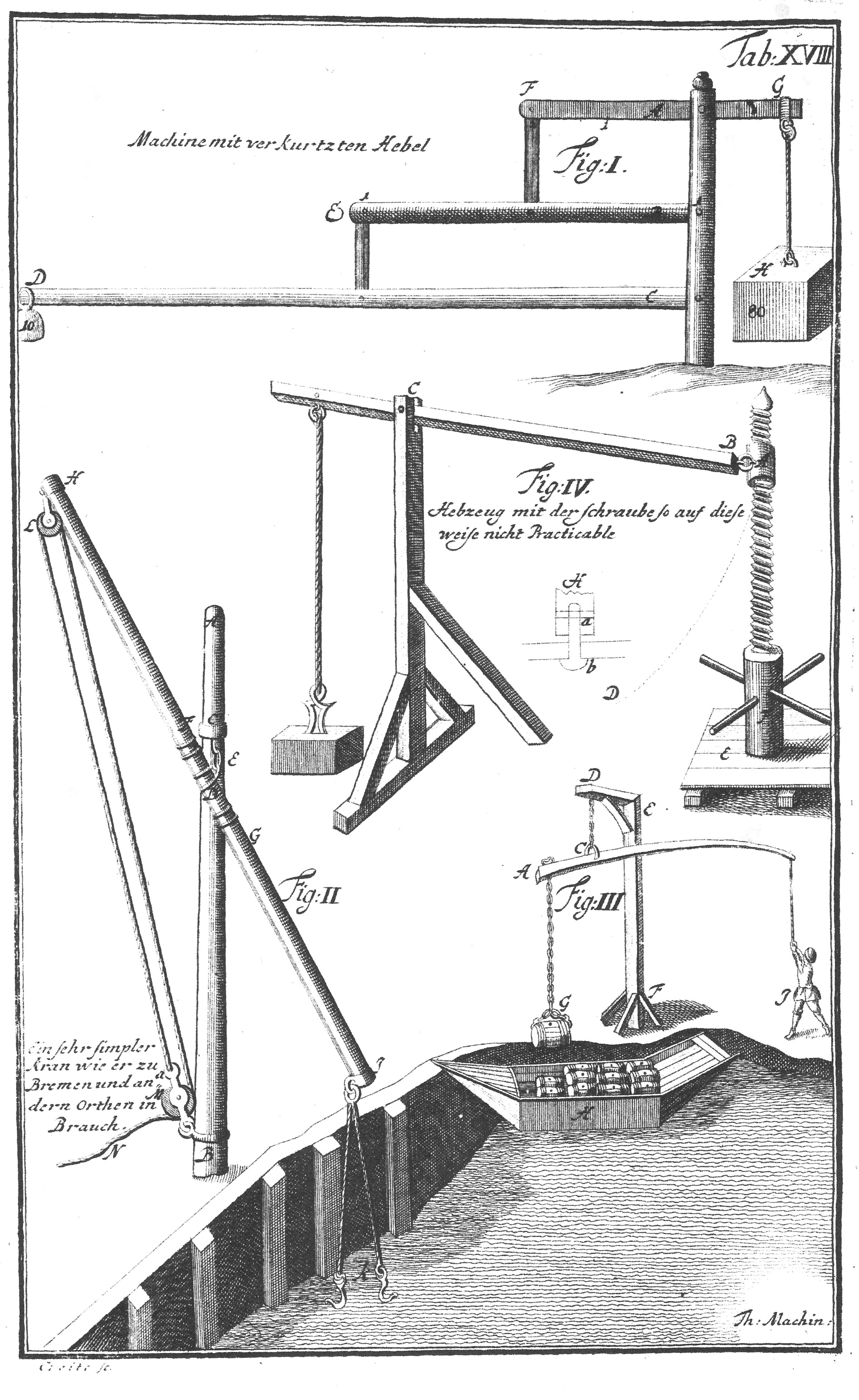
Unten links: Wuppe von der Bremer Schlachte. (Kupferstich aus: J. Leupold: Theatrum Machinarium, Schau-Platz der Heb-Zeuge, Leipzig 1725, Tab. 15)

Vorläufer der mit Winden ausgestatteten Kräne waren Hebebäume, die als Wippen (norddeutsch: Wuppen) bezeichnet wurden. Jede Wippe bestand aus einem 12 Meter langen doppelarmigen Hebel, der in seiner Mitte an der Spitze eines hohen Mastes kipp- und drehbar gelagert war. Ihre erstmalige Erwähnung 1489 lässt auf die Existenz einer Kaianlage schließen, die das unmittelbare Anfahren auch größerer Seeschiffe erlaubte. Fünf bis sechs solcher später mit Flaschenzügen versehenen und durch farbigen Anstrich unterscheidbare Wippen waren auf der Schlachte aufgestellt und blieben bis ins späte 18. Jahrhundert präsent. 

## Kräne
In der zweiten Hälfte des 16. Jahrhunderts war die Kaje weiter ins tiefe Weserwasser vorgebaut und mit einer steinernen Mauer befestigt worden. Spätestens in den ersten Jahrzehnten des 17. Jahrhunderts wurde ein erster Tretradkran für Schwerlasten an der Hafenkante errichtet. Er gehörte einem Bautyp an, bei dem in einem festen Gehäuse die Tretradkonstruktion zusammen mit dem Dach um eine vertikale Achse drehbar gelagert war. Auf der Bremer Stadtansicht von Merian (1638/41) ist der Bau ausreichend deutlich zu sehen.
1684 wurde er ersetzt durch ein anderes Modell, vermutlich jenes, das Jacob Leupold, ein bedeutender technischer Baumeister der Barockzeit, in Bremen gesehen hatte, und wie auch die Wippe in seinem Standardwerk zu den Hebezeugen seiner Zeit als musterhaft beschrieb und abbildete. Demnach wurde der Bremer Kran von zwei Treträdern in Funktion gesetzt, in denen bis zu sechs Kranknechte durch ihren Lauf das Lastseil auf eine Welle wickelten und so, je nach Laufrichtung, die Last hoben oder senkten. Schwenkbar war bei diesem Krantyp nur der Ausleger (auf dem Kupferstich ist er aus Platzgründen verkürzt dargestellt), an dessen Spitze das Lastseil befestigt war. Dieses lief von dort wie bei einem Flaschenzug über einen Block, der den Lasthaken hielt, über verschiedene Umlenkrollen zurück zur erwähnten Hauptwelle. Leupold schätzte die Hebeleistung dieses Krans auf über drei Tonnen.
Der überwiegende Teil des Umschlags wurde allerdings in Form von Säcken und kleinen Tonnen von den sogenannten Maskopsträgern per Hand bewegt. Nur gewichtigere Einheiten wie schwereres Stückgut, z. B. Steinblöcke, wurden mit dem Kran gehoben.
Nach dem Vorbild der ein Jahrzehnt zuvor erstmals in England gebauten eisernen Hafenkräne wurden seit 1837 auch an der Bremer Schlachte handbetriebene Kurbelkräne aus Eisen aufgestellt, die bis 1856 die alten Wuppen und den Tretradkran gänzlich ersetzten. Zur Ablösung der Kurbelkräne durch Dampfkräne kam es nicht mehr, da es u. a. wegen des fehlenden Eisenbahnanschlusses (vgl. Weserbahnhof, 1860) zu einem rapiden Bedeutungsverlust der Schlachte als Umschlaghafen kam. Als einziger heute noch sichtbarer Rest der ehemaligen Hebezeuge an der Kaimauer in Höhe der Zweiten Schlachtpforte der Schlachte ist nur noch eine halbkreisförmige Sockelbank für einen der schwenkbaren eisernen Kräne erhalten geblieben.

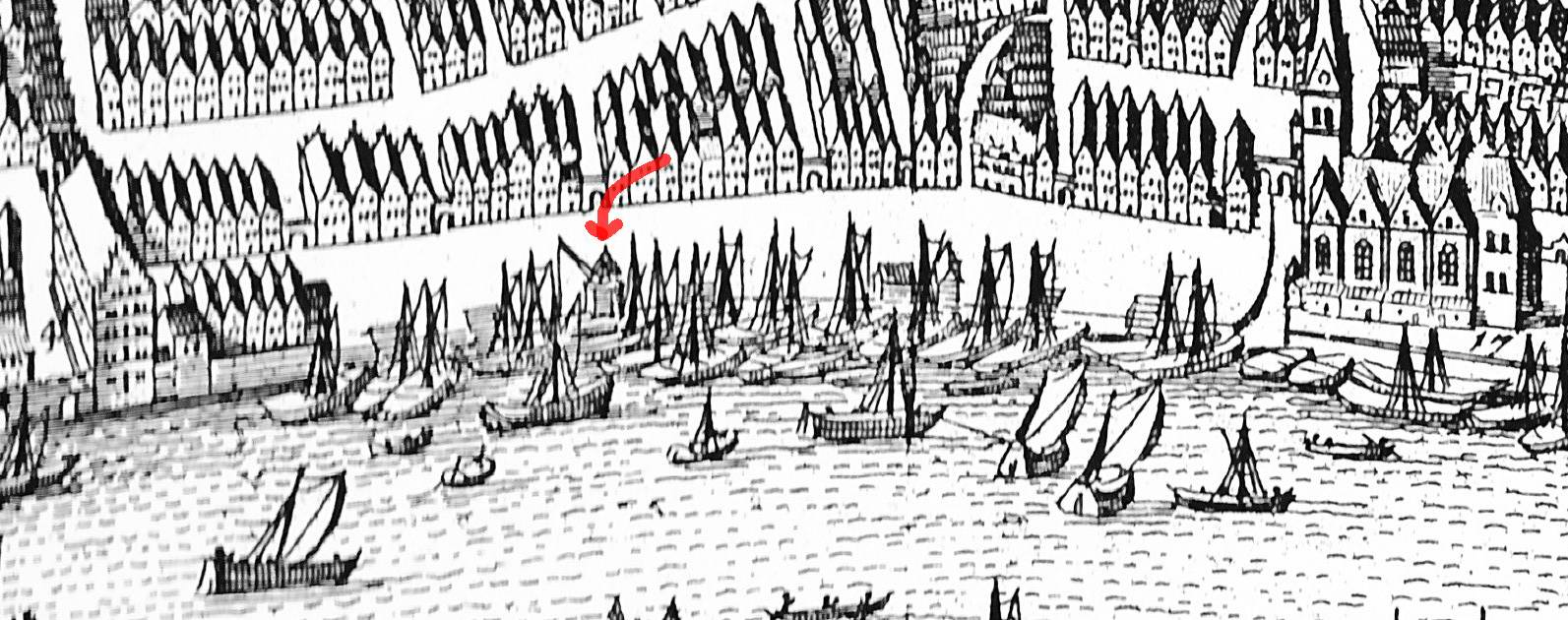
Die Schlachte in Bremen mit dem zu Anfang des 17. Jahrhunderts erbauten Schwerlastkran. (Kupferstich von Merian 1638/41, Ausschnitt)
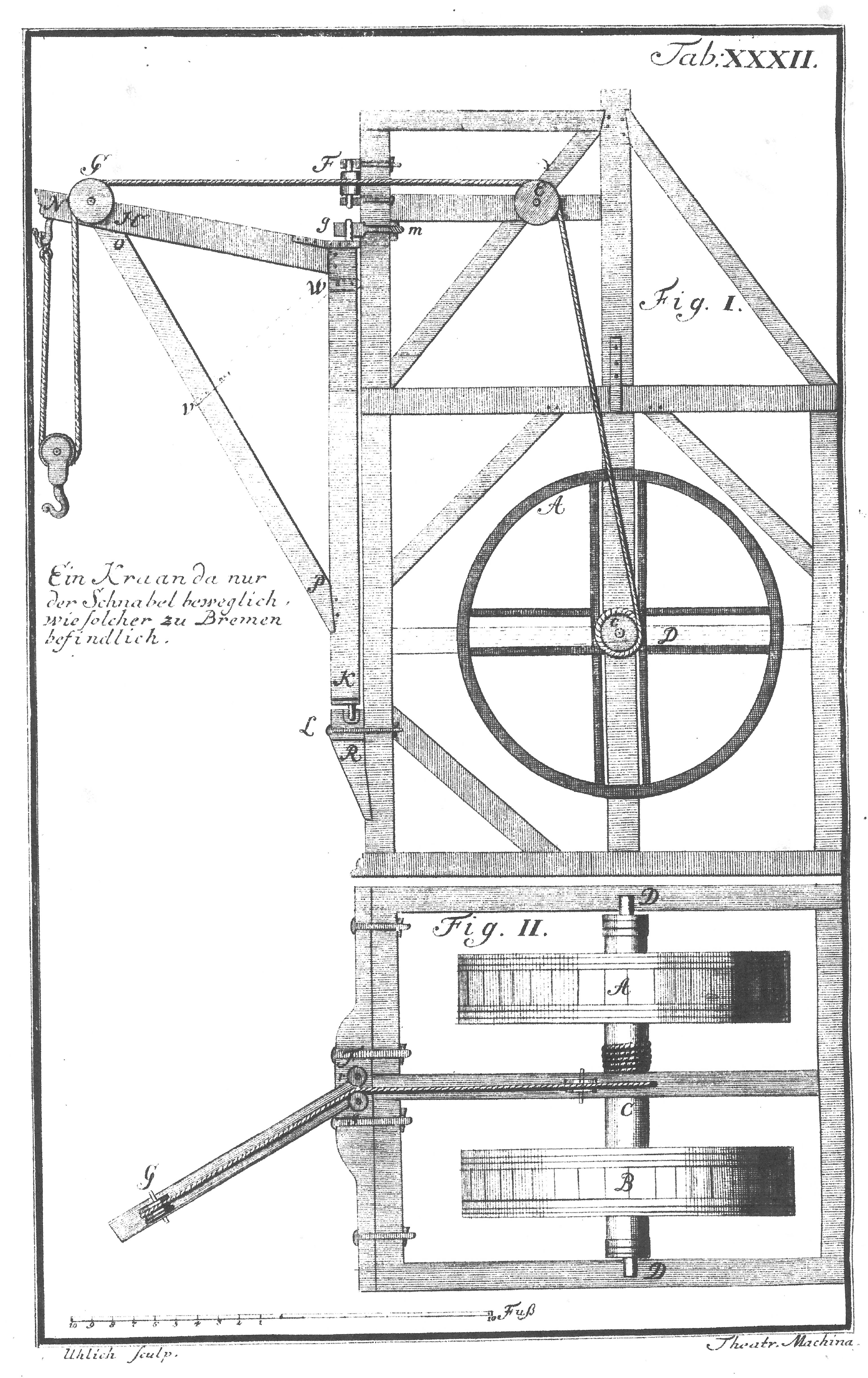
Tretradkran von der Bremer Schlachte, oben: Aufriss, darunter: Grundriss. Der Ausleger ist verkürzt dargestellt. (Kupferstich aus: Jacob Leupold, 1725, Tafel 32)
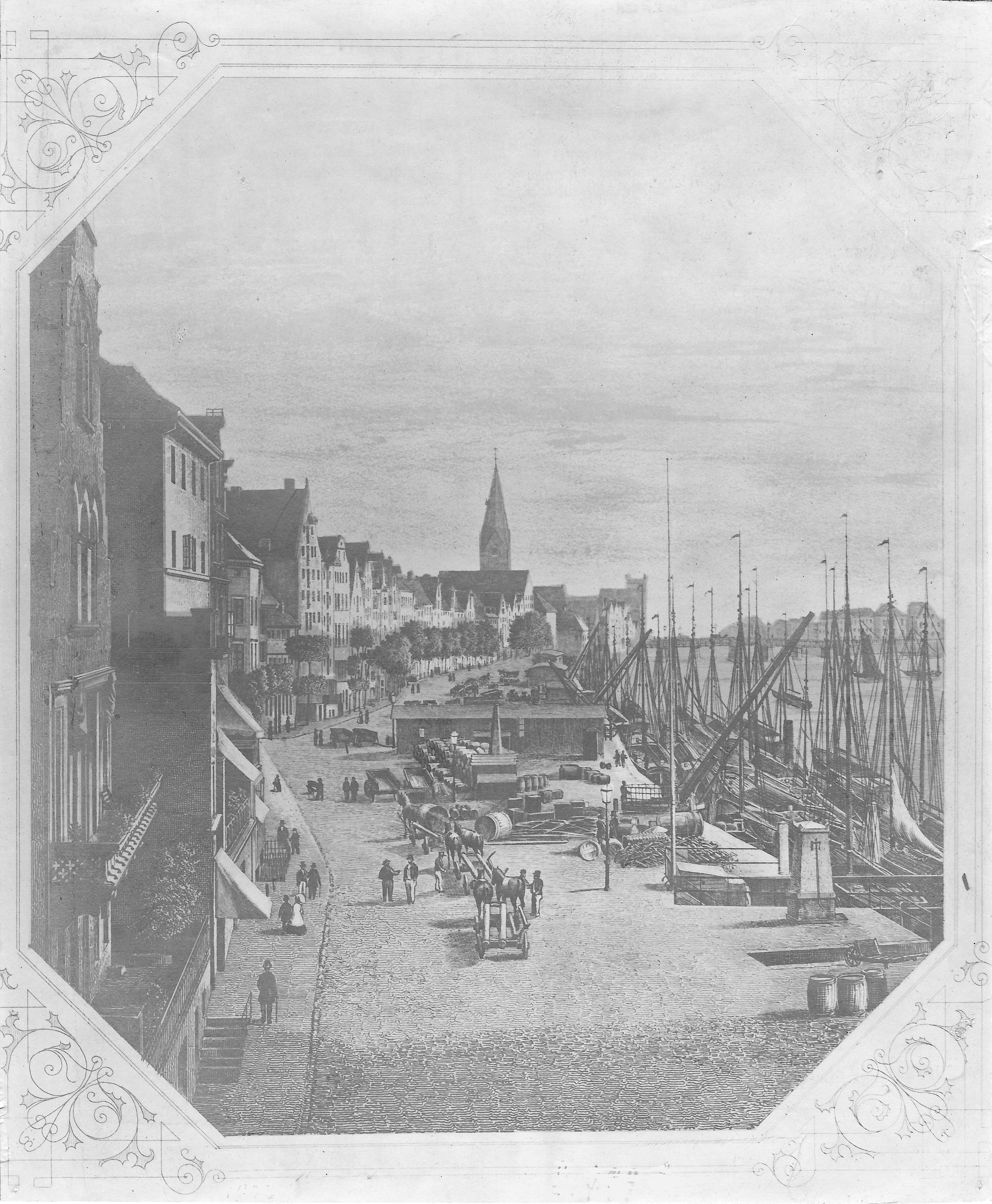
Die Schlachte in Bremen. Die Wuppen sind verschwunden und der Tretradkran ist durch drei eiserne Drehkräne ersetzt. (Lithographie von Robert Hüser, 1862)
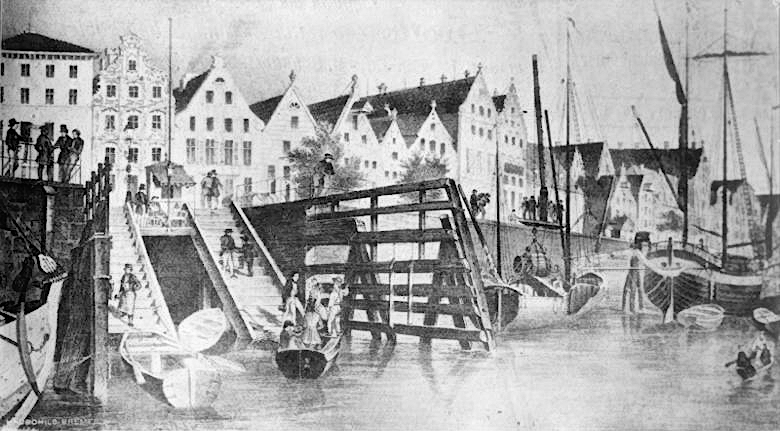
Ehemaliger Anlegeplatz für Ruderbootfähren an der Bremer Schlachte. Rechts davon ist einer der eisernen Drehkräne im Betrieb dargestellt. (Lithographie von 1860)
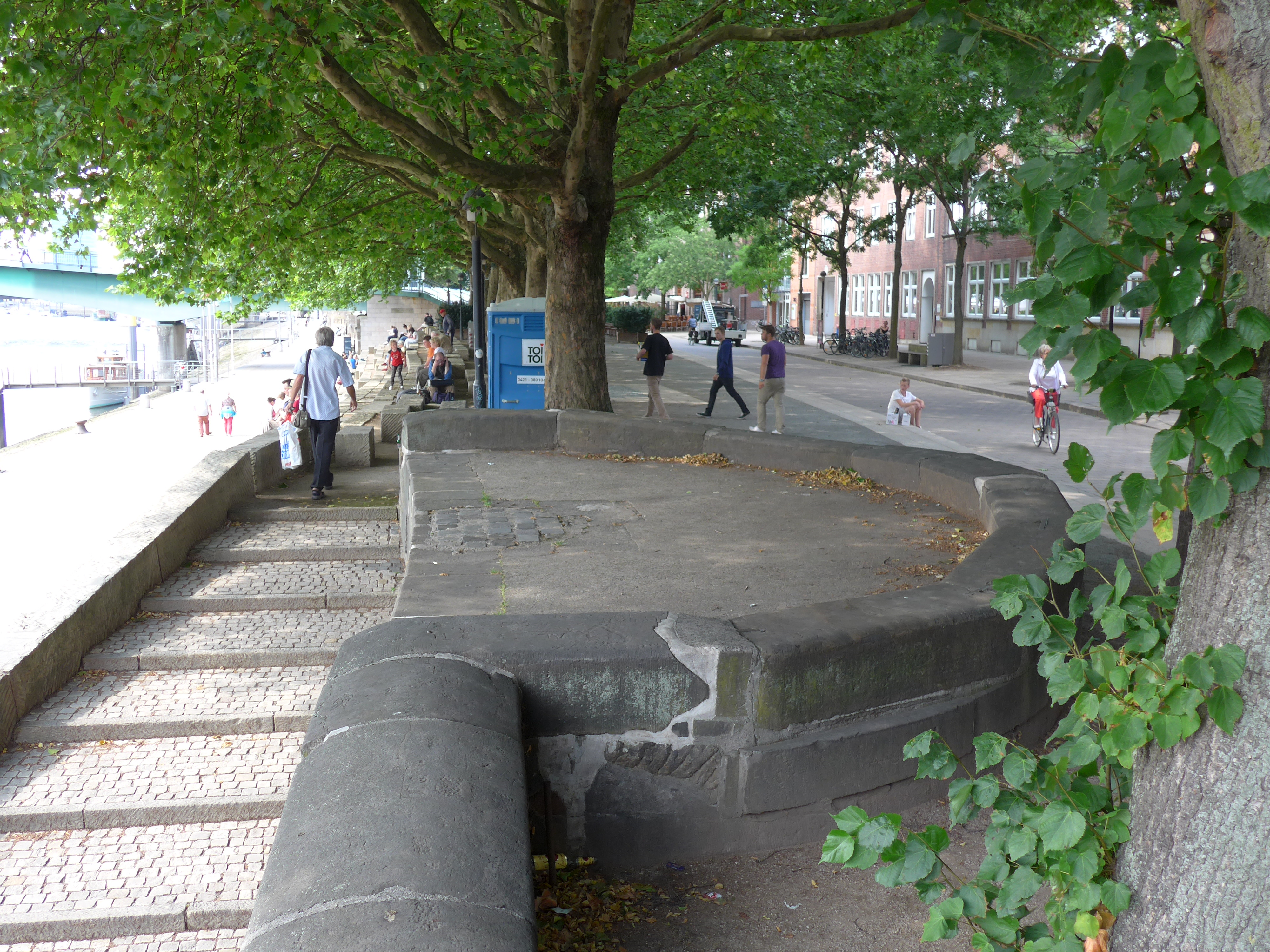
Halbrundes Fundament für einen eisernen Kran des 19. Jahrhunderts auf der Kaimauer. Einziger sichtbarer Rest der Infrastruktur dieses Hafens. (Foto von 2013)